# La Jenny

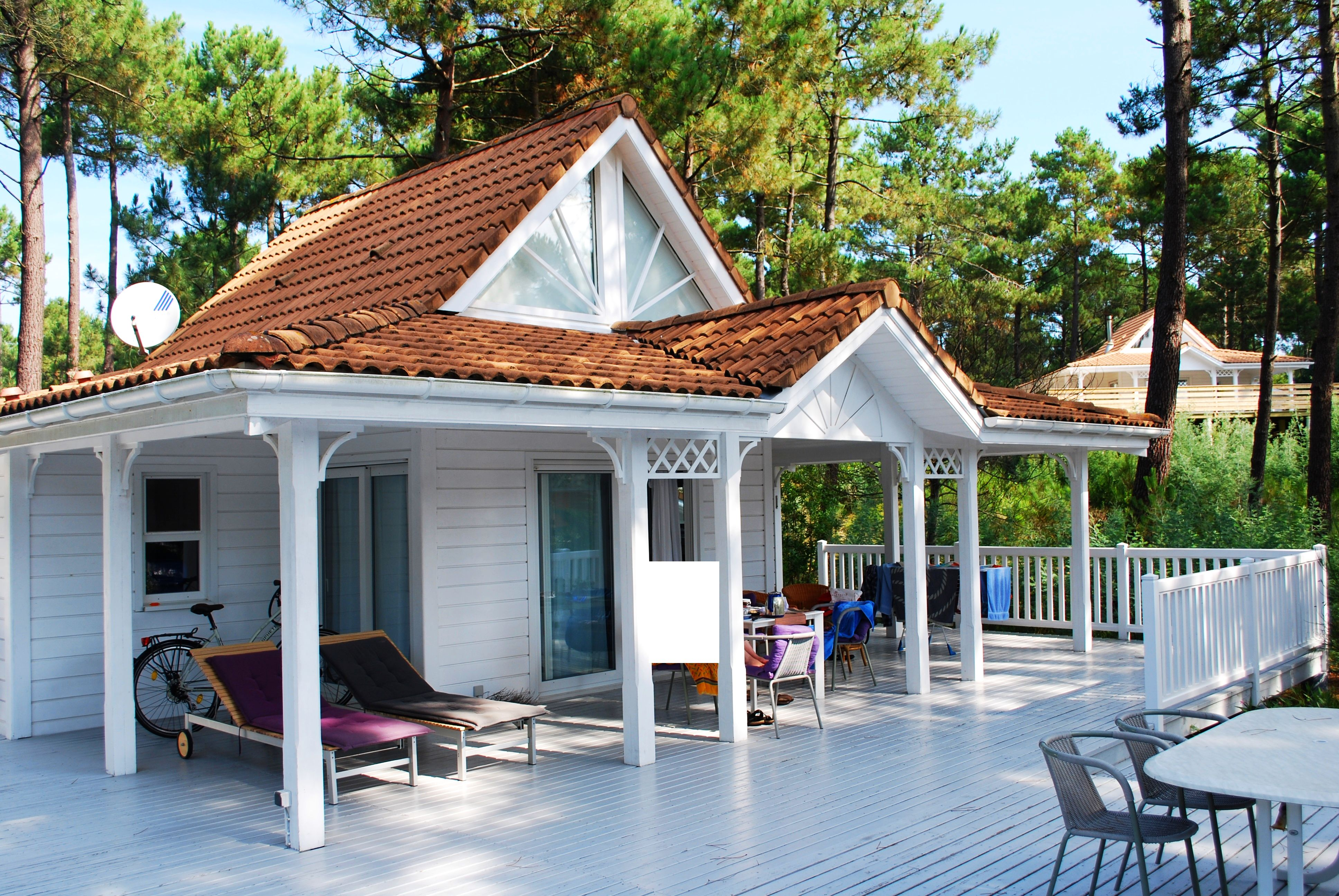
Beispielhaftes Wohnhaus in der Naturisten-Siedlung La Jenny

Die Ferienanlage La Jenny (frz. Domaine Résidentiel Naturiste La Jenny) ist ein 127 Hektar großes Naturisten-Dorf für FKK-Urlaub an der Atlantikküste im Südwesten Frankreichs. Es liegt auf dem Gebiet der Gemeinde Le Porge im Médoc im Département Gironde in der Region Nouvelle-Aquitaine.

## Lage
La Jenny liegt 15 Kilometer nördlich der Bucht von Arcachon und 65 Kilometer westlich der Regionalhauptstadt Bordeaux direkt an der Côte d'Argent, der Silberküste genannten französischen Atlantikküste. Nächstgelegener Ort ist Le Porge. Die Ferienanlage selbst befindet sich im stark durch Pinien beziehungsweise Kiefern bewaldeten Hinterland der Dünenlandschaft.

## Ferienanlage und Angebot

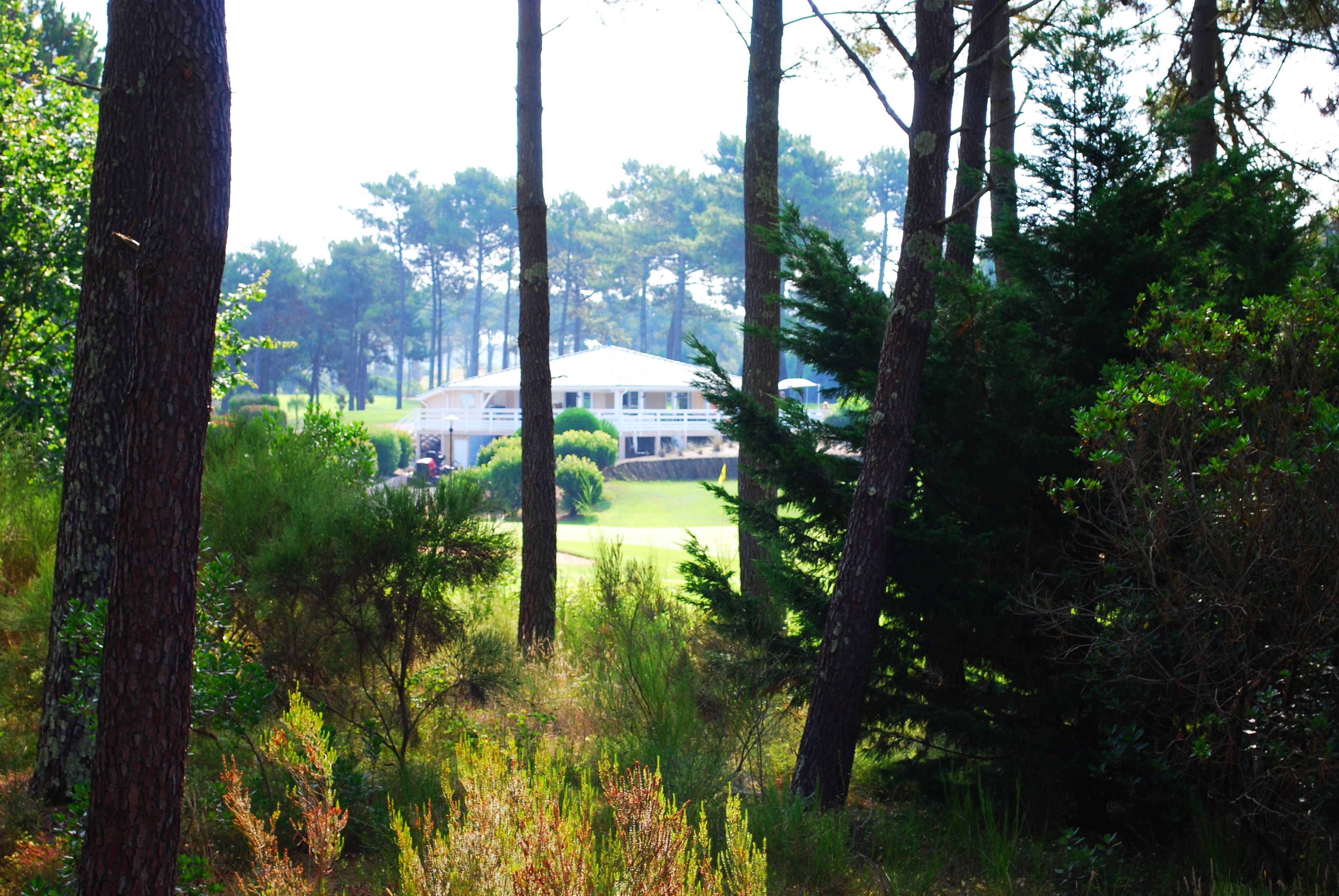
Wald-Blick auf den Golfplatz in der Naturisten-Siedlung La Jenny

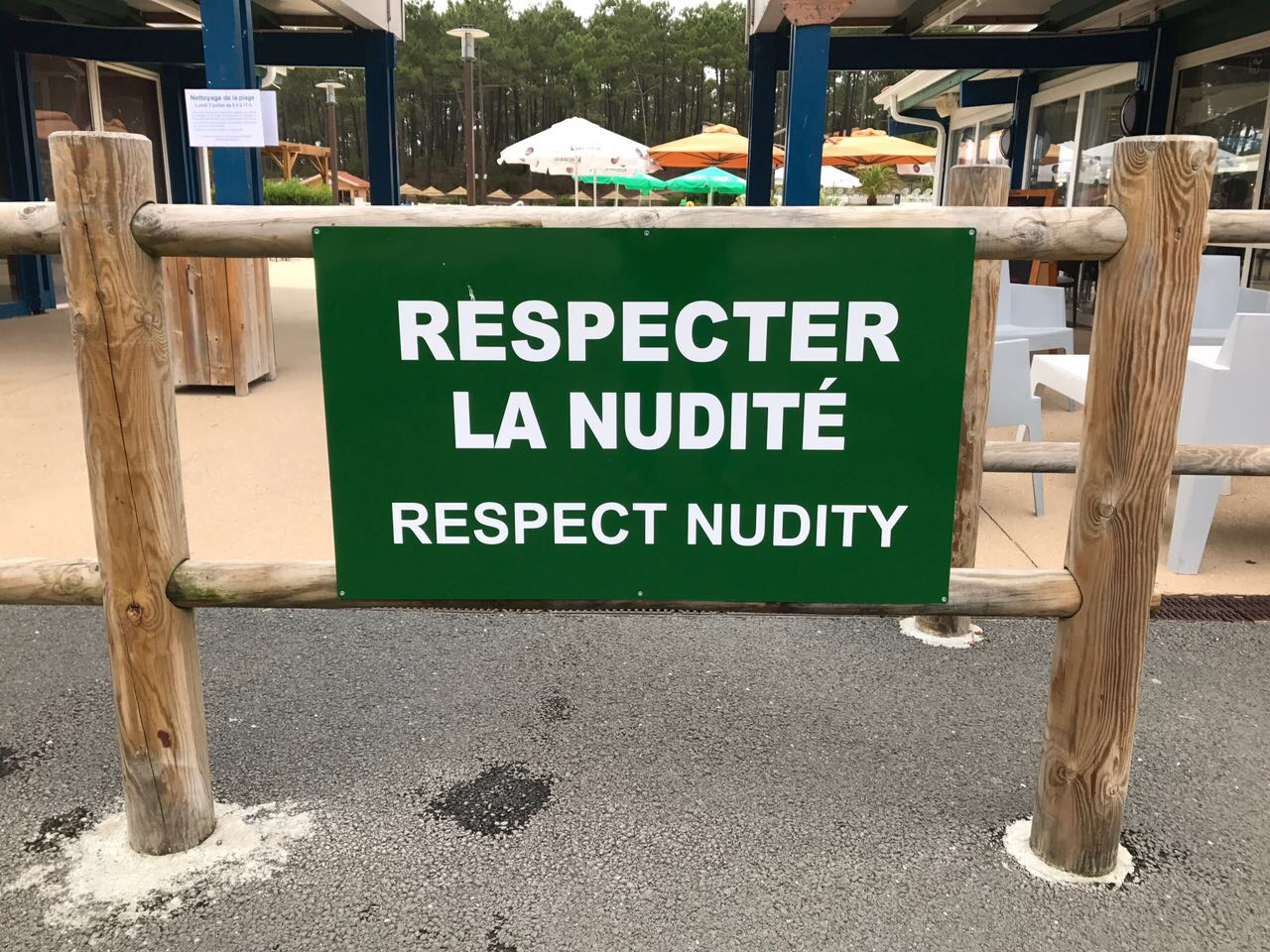
Hinweisschild in La Jenny

Gegründet wurde das Naturistendorf im Jahr 1983. Im Jahr 2013 feierte das Dorf das Jubiläum seines 30-jährigen Bestehens.
Es setzt sich heute aus 756 ausgebauten Wohnhäusern, sogenannten Chalets, zusammen, die sich inzwischen komplett im Besitz privater Eigentümer befinden, die eine Eigentümergemeinschaft, (franz. "SCI") bilden. Sie verteilen sich über ein weitläufiges Gebiet von 182 ha im Wald und sind durch Straßenzüge miteinander verbunden.
Hinzu kommen im Dorfkern gelegene Gemeinschaftsgebäude, darunter eine Swimmingpoolanlage von 1000 m² (4 Becken), ein Supermarkt, Friseur, Spa-Bereich verschiedene Restaurants und Verwaltungsgebäude. Darüber hinaus verfügt das Feriendorf über einen eigenen vom Französlschen Golfverband anerkannten 6-Loch-Golfplatz (den weltweit einzigen mit permanentem FKK-Betrieb), Bogenschieß- und Reitanlagen, diverse Hartplatz-Tenniscourts sowie Boule-, Basketball- und Fußballplätze. In den Sommermonaten wird ein damit korrespondierendes Animations- und Trainingsprogramm angeboten - auch speziell für Kinder und Jugendliche. Insgesamt bewohnen in dieser Zeit (April bis Oktober) mehrere Tausend Menschen das Naturistendorf.
Abseits des eingezäunten Geländes zeigt sich die Dorfverwaltung zugleich für einen bewachten, offiziell anerkannten und frei zugänglichen FKK-Strandabschnitt am Atlantik verantwortlich. Dieser ist vom Dorfgebiet hinter den Dünen fußläufig zu erreichen. In den Sommermonaten finden hier regelmäßig Wassersportveranstaltungen im Bereich des Surf- und Kitesports statt.